# 1979-es Australian Open
Az 1979-es Australian Open az év negyedik Grand Slam-tornája volt, december 24. és január 2. között rendezték meg Melbourne-ben. A férfiaknál az argentin Guillermo Vilas, nőknél az amerikai Barbara Jordan nyert.

## Döntők

### Férfi egyes
Guillermo Vilas -  John Sadri,  7-6, 6-3, 6-2

### Női egyes
Barbara Jordan -  Sharon Walsh, 6-3, 6-3

### Férfi páros
Peter McNamara /  Paul McNamee -  Paul Kronk /  Cliff Letcher, 7-6, 6-2

### Női páros
Judy Connor Chaloner /  Diane Evers -  Leanne Harrison /  Marcella Mesker, 6-2, 1-6, 6-0

### Vegyes páros
1970–1986 között nem rendezték meg.